# Дохерти, Питер (футболист)
Пи́тер Де́рмот До́херти (англ. Peter Dermot Doherty; 5 июня 1913, Марафелт, Северная Ирландия — 6 апреля 1990, Полтон-ли-Файлд, Англия) — североирландский футболист (нападающий) и футбольный тренер. Одна из звёзд британского футбола 1930—1940-х годов, входит в почётный список «100 легенд Футбольной лиги», член Зала славы английского футбола.

## Биография
Воспитанник североирландского клуба «Стейшн Юнайтед». Позднее выступал за ряд североирландских и английских клубов. Завершил карьеру игрока играющим тренером в «Донкастер Роверс». Всего провел 638 матчей, забил 372 гола, в т. ч. в Английской лиге — 406 матчей, 199 голов. За сборную Северной Ирландии в 1935—1951 годах провел 16 матчей, забил 3 мяча.
Как тренер с 1949 по 1960 годы возглавлял три команды, «Донкастер Роверс», сборную Северной Ирландии и «Бристоль Сити».

## Достижения
В сезоне 1936/37 вместе «Манчестер Сити» выиграл чемпионский титул. В 1946 году в составе «Дерби Каунти» победил в Кубке Англии.
В 1990 году, после смерти Дохерти, в его родном Марафелте была установлена мемориальная доска.
В 2002 году был включён в Зал славы английского футбола.